# Santa Isabel (La Pampa)
Santa Isabel è una città dell'Argentina, capoluogo del dipartimento di Chalileo nella provincia di La Pampa.